# Beheshtīān
Beheshtīān (persiska: بهشتیان) är en ort i Iran.   Den ligger i provinsen Qazvin, i den nordvästra delen av landet, 200 km väster om huvudstaden Teheran. Beheshtīān ligger 1 694 meter över havet och antalet invånare är 382.
Terrängen runt Beheshtīān är kuperad. Runt Beheshtīān är det ganska tätbefolkat, med 108 invånare per kvadratkilometer. Närmaste större samhälle är Ābgarm, 7,2 km nordost om Beheshtīān. Trakten runt Beheshtīān består i huvudsak av gräsmarker.